# Segon de Tàrent
Segon de Tàrent, en llatí Secundus, en grec antic Σεκοῦνδος fou un poeta epigramàtic grec nadiu de Tàrent.
Dos dels seus epigrames s'han conservat a l'Antologia grega. Els seus versos foren inclosos a l'Antologia de Filip de Tessalònica, del qual probablement n'era contemporani, a finals del segle i o començament del segle ii.